# Tess (filme)
Tess (prt: Tess; bra: Tess - Uma Lição de Vida ou Tess) é um filme franco-britânico de 1979, do gênero drama romântico, dirigido por Roman Polanski, com roteiro de Gérard Brach, John Brownjohn e do próprio Polanski baseado no romance Tess of the d'Ubervilles, de Thomas Hardy.

## Sinopse
Os Durbeyfields são uma família de modestos trabalhadores rurais que vivem no condado de Wessex, na Inglaterra dos anos de 1880. Ficam bastante surpresos quando sabem que são parentes de uma abastada família vizinha e, assim, Tess, a filha mais velha, é encarregada de ir visitar o seu suposto primo, Alec d'Urberville. Apesar de não existir tal parentesco, Alec decide oferecer a Tess um emprego na sua casa como criada de servir. Tess rapidamente se dá conta do interesse de Alec por ela, e é impotente para resistir aos seus avanços. Depois de ter sido seduzida, Tess abandona a casa de Alec e, logo mais, aparece grávida. O bebê, contudo, morre. Ela vai procurar trabalho como leiteira em uma fazenda. Aí, ela conhece Angel Clare, filho de um vigário, que sonha em possuir a sua própria fazenda. Os dois apaixonam-se imediatamente e, passado pouco tempo, tornam-se marido e mulher. No dia do casamento, Tess enche-se de coragem para revelar a Angel o seu passado, contudo, a história toma rumos inesperados e caminha para um final surpreendente.

## Elenco
- Nastassja Kinski… Tess Durbeyfield
- Peter Firth… Angel Clare
- Leigh Lawson.... Alec d'Urberville
- John Collin.... John Durbeyfield
- Rosemary Martin.... Joan Durbeyfield
- Carolyn Pickles.... Marian
- Richard Pearson.... vigário de Marlott
- David Markham.... reverendo Mr. Clare
- Pascale de Boysson.... Mrs. Clare
- Suzanna Hamilton.... Izz
- Caroline Embling.... Retty
- Tony Church.... Parson Tringham
- Sylvia Coleridge.... Mrs. d'Urberville
- Arielle Dombasle.... Mercy Chant

## Produção

### Adaptação do romance
Desde 1967 Polanski sonhava em levar à tela o romance de Thomas Hardy, uma promessa que havia feito a sua então esposa Sharon Tate. Só em 1979, dez anos após a morte de Sharon, ele conseguiu recursos para o projeto — e dedicou o filme a ela. A produção enfrentou vários problemas, entre eles a morte do fotógrafo Ghislain Cloquet, que seria substituído por Geoffrey Unsworth). Para o crítico Mário Damas Nunes, o filme é uma evocação a todas as marcas que o cinema clássico deixou, de todas as influências que o romantismo produziu; Tess seria, talvez, o grande filme romântico da década de 1970.

### Locais de filmagem
Devido à modernização da sua agricultura, a região de Dorset já não correspondia aos ambientes do século 19 abordados no romance. Com o diretor artístico Pierre Guffroy, Polanski não hesitou em reconstituir as paisagens britânicas nas regiões francesas da Bretanha e Normandia, onde encontraram pequenas explorações agrícolas, cercadas por muretes e arbustos, de acordo com a descrição de Thomas Hardy. Chegaram mesmo a importar terra de Dorset para cobrir o asfalto das estradas e a plantar árvores e arbustos floridos, para que o set fosse o mais fiel possível à paisagem da época.

## Prêmios e indicações
Oscar 1981 (EUA)
- Venceu
  - Melhor direção de arte[7]
  - Melhor figurino[7]
  - Melhor fotografia[7]
- Indicado
  - Melhor filme[7]
  - Melhor diretor[7]
  - Melhor trilha sonora[7]

BAFTA 1980 (Reino Unido)
- Venceu -  Melhor cinematografia[8]
- Indicado
  - Melhor figurino[8]
  - Melhor direção de arte[8]

Prêmio César 1980 (França)
- Venceu
  - Melhor filme[9]
  - Melhor diretor[9]
  - Melhor fotografia[9]
- Indicado
  - Melhor atriz (Nastassja Kinski)[9]
  - Melhor design de produção[9]
  - Melhor música[9]

Globo de Ouro 1981 (EUA)
- Venceu
  - Melhor filme estrangeiro[10]
  - Revelação feminina (Nastassja Kinski)[10]
- Indicado
  - Melhor diretor[10]
  - Melhor atriz - drama (Nastassja Kinski)[10]